# Hlîboka, Starîi Sambir
Hlîboka (în ucraineană Глибока) este un sat în comuna Skelivka din raionul Starîi Sambir, regiunea Liov, Ucraina.

## Demografie
Componența lingvistică a localității Hlîboka
     Ucraineană (98,99%)
     Alte limbi (0,51%)
Conform recensământului din 2001, majoritatea populației localității Hlîboka era vorbitoare de ucraineană (98,99%), existând în minoritate și vorbitori de alte limbi.